# Canadian Open 1993
Die Canada Open 1993 im Badminton fanden vom 15. bis zum 19. September 1993 in Calgary statt. Das Preisgeld betrug 35.000 US-Dollar, was dem Turnier zu einem Zwei-Sterne-Status im Grand Prix verhalf.

## Sieger und Platzierte
| Disziplin    | Gold                              | Silber                             | Bronze                                    |
| ------------ | --------------------------------- | ---------------------------------- | ----------------------------------------- |
| Herreneinzel | Thomas Stuer-Lauridsen            | Peter Espersen                     | Lin Wei-chen                              |
| Herreneinzel | Thomas Stuer-Lauridsen            | Peter Espersen                     | Anders Nielsen                            |
| Dameneinzel  | Camilla Martin                    | Pernille Nedergaard                | Lim Xiaoqing                              |
| Dameneinzel  | Camilla Martin                    | Pernille Nedergaard                | Christine Magnusson                       |
| Herrendoppel | Jon Holst-Christensen Thomas Lund | Chen Hongyong Chen Kang            | Tan Kim Her Yap Kim Hock                  |
| Herrendoppel | Jon Holst-Christensen Thomas Lund | Chen Hongyong Chen Kang            | Chan Siu Kwong Ng Pak Kum                 |
| Damendoppel  | Christine Magnusson Lim Xiaoqing  | Lotte Olsen Lisbet Stuer-Lauridsen | Si-an Deng Denyse Julien                  |
| Damendoppel  | Christine Magnusson Lim Xiaoqing  | Lotte Olsen Lisbet Stuer-Lauridsen | Gillian Clark Joanne Goode                |
| Mixed        | Thomas Lund Pernille Dupont       | Christian Jakobsen Lotte Olsen     | Jon Holst-Christensen Pernille Nedergaard |
| Mixed        | Thomas Lund Pernille Dupont       | Christian Jakobsen Lotte Olsen     | Simon Archer Joanne Davies                |